# Diocèse de Kalmar
Le diocèse de Kalmar (suédois : Kalmar stift) est une ancienne division de l'Église de Suède qui a existé entre 1603 et 1915. 

## Histoire
Le diocèse de Kalmar est créé en 1603 en tant que subdivision du diocèse de Linköping et est placé sous la supervision d'un surintendant. Ce n'est qu'en 1678 qu'un évêque est nommé et que la cathédrale de Kalmar est devenue un siège épiscopal à proprement parler. En 1915, le diocèse fusionne avec celui de Växjö afin de permettre la formation du nouveau diocèse de Luleå. Jusqu'à ce jour, la cathédrale de Kalmar conserve son rang bien qu'elle ne soit plus le siège d'un évêché.

## Liste des évêques de Kalmar

### Surintendants
- 1603-1606: Nicolaus Petri
- 1607-1617: Johannes Petri Ungius
- 1618-1625: Jonas Rothovius
- 1627-1650: Nicolaus Eschilli
- 1650-1655: Samuel Enander
- 1656-1660: Petrus Schomerus
- 1660-1678: Henning Schütte

### Évêques
- 1678-1707: Henning Schütte
- 1711-1729: Nicolaus Nicolai Braun
- 1729-1744: Herman Schröder
- 1745-1764: Magnus Beronius
- 1764-1789: Karl Gustav Schröder
- 1789-1807: Martin Georg Wallenstråle
- 1807-1829: Magnus Stagnelius
- 1830-1851: Anders Carlsson af Kullberg
- 1852-1875: Paulus Genberg
- 1876-1900: Pehr Sjöbring
- 1900-1913: Henry William Tottie
- 1914-1915: N.J.O.H. Lindström